# Суайбу Мару
Суайбу Мару (фр. Souaibou Marou, нар. 3 грудня 2000, Гаруа) — камерунський футболіст, нападник клубу «Котон Спорт» та національної збірної Камеруну.

## Клубна кар'єра
У дорослому футболі дебютував 2018 року виступами за команду «Котон Спорт» з рідного Гаруа.

## Виступи за збірну
У серпні 2022 року дебютував у матчі відбору на тогорічний Чемпіонат африканських націй у де-факто другому складі національної збірної Камеруну, яка згідно з регламентом турніру складалася лише з представників внутрішньої першості Камеруну.
У листопаді того ж року уперше вийшов на поле й у повноцінному основному складі камерунців. Згодом поїхав з ними на чемпіонат світу 2022 до Катару, ставши одним із двох представників чемпіонату Камеруну в заявці.
| Дата      | Місто | Господарі | Результат | Гості  | Турнір           | Голи | Примітки |
| --------- | ----- | --------- | --------- | ------ | ---------------- | ---- | -------- |
| 9-11-2022 | Яунде | Камерун   | 1 – 1     | Ямайка | товариський матч | -    | 85'      |
| Усього    |       | Матчів    | 1         |        | Голів            | 0    |          |